# Shalini Kapoor
Shalini Kapoor es una innovadora directora de tecnología de IBM AI Application.

## Primeros años de vida
Shalini nació y creció en Bareilly, Uttar Pradesh, India. Obtuvo una Licenciatura en Tecnología en Ciencias de la Computación de la Universidad de Lucknow . Posteriormente, asistió al Instituto de Gestión e Investigación SP Jain, donde obtuvo una Maestría en Administración de Empresas en Sistemas de Información .

## Carrera profesional
Shalini comenzó su carrera en HCL, donde desarrolló sistemas y software para varios clientes del sector público y de distribución. Después de tres años, se unió a IBM Software Labs como arquitecta de soluciones, trabajando en análisis, consultoría y proyectos de infraestructura comercial a gran escala. Permanece en IBM hasta el día de hoy. Actualmente, Shalini es directora técnica de aplicaciones de IA de IBM y lidera las iniciativas de transformación de habilidades e infusión de IA. Es responsable de crear, gestionar y escalar la cartera de IA de IBM, así como de impulsar la estrategia tecnológica de la empresa. Shalini ha liderado varias iniciativas de transformación a gran escala, incluida la expansión de las capacidades de inteligencia artificial de IBM para satisfacer la creciente demanda de la industria y la adquisición de varias empresas transformadoras de talento. Shalini es responsable de la planificación y el desarrollo de las cargas de trabajo, los servicios y las plataformas de IBM que permiten a los clientes alcanzar sus objetivos comerciales. Ella es una abanderada de los proyectos Good Tech IBM en India. Estos incluyen esfuerzos para usar la tecnología de manera responsable y virtuosa, extendiéndola a campos como el socorro en casos de desastre, la educación y otras áreas de interés. Debido a su trabajo, se convirtió en la primera mujer IBM Fellow en India.
Además, Kapoor también se ha centrado en difundir la tecnología tanto a grupos no representados como inexpertos. Shalini también ha presentado en conferencias y reuniones de la industria para inspirar a otros a seguir su pasión. Shalini es una apasionada de las mujeres en la tecnología y es una firme defensora de alentar a las niñas a seguir carreras en STEM .Fundó la Fundación Ankurit, una organización sin fines de lucro que facilita la adopción temprana y la educación de la tecnología y la innovación en los niños. A Shalini le apasiona apoyar la educación y trabaja en estrecha colaboración con los maestros de STEM para brindar recursos y desarrollo profesional a sus estudiantes. La fundación también ha llevado la tecnología a las aulas, bibliotecas y centros comunitarios, para que los niños no representados puedan aprender y crecer con la tecnología.

## Patentes
Con el rápido aumento de los dispositivos de Internet en las últimas décadas, también existe la necesidad de sistemas que admitan y administren las conexiones entre dispositivos. 
Por eso, la necesidad de mejorar la base detrás de estas estructuras llevó a Shalini a crear sus propias soluciones. Durante la última década, ha solicitado muchas patentes relacionadas con Internet de las cosas, almacenamiento y transmisión de datos, seguridad móvil y otras tecnologías relacionadas. Las patentes de Shalini ampliarán el alcance de la Internet de las cosas y habilitarán nuevos productos y servicios que de otro modo no habrían sido posibles. Su trabajo ha aumentado la velocidad y la eficiencia de la implementación de tecnología en muchas vidas y tiene el potencial de cambiar la forma en que las personas viven y trabajan, facilitando la mejora y la implementación de ciudades, hogares y comunidades inteligentes. Las ideas de Shalini han ayudado a miles de empresas e individuos a construir la próxima generación de productos y servicios digitales.

## Premios y reconocimientos
- Premio Emerging Women Achiever de la Confederación de la Industria India[8]
- Premio Zinnov Technical Role Model en 2012[8]
- Premio Mujer en Tecnología de eMERG India en 2015[8]
- Nominada a líder técnico principal del año 2020 de Economic Times[8]